# Bernd Egger
Bernd-Siegfried Egger (* 8. Februar 1984) ist ein deutscher Synchronsprecher, Hörspielsprecher, Hörbuchsprecher,  Nachrichtensprecher und Schauspieler.

## Werdegang
Egger lebt und arbeitet seit 2002 in Berlin. Er erhielt zunächst seine Ausbildung zum Nachrichtensprecher 2014 bei BB Radio, RTL und 105’5 Spreeradio. Danach drehte er zusammen mit Iris Berben 2017 für die ZDF-Miniserie Die Protokollantin als LKA Beamter Arno und drehte ebenfalls mit Sonja Gerhardt für Ku’damm 59 als Aufnahmeleiter.
Seit 2015 arbeitet Egger auch als Synchronsprecher und war in mehreren Filmen und Serien als Stimme zu hören. Ende August 2019 sprach er Arnold Schwarzenegger als T-800 „Carl“ in Terminator: Dark Fate, da dessen bisheriger Sprecher Thomas Danneberg in den Ruhestand gegangen war. Zuvor sprach er die Rolle bereits im Kampfspiel Mortal Kombat 11. Mit der Vertonung von Dan Aykroyd seit 2020 und Sylvester Stallone ab 2023 übernahm Egger die Vertonung weiterer Schauspieler, die ehemals von Danneberg synchronisiert wurden.

## Synchronisation (Auswahl)
Arnold Schwarzenegger
- 2019: Terminator: Dark Fate als Terminator T-800 / Carl
- 2020: Killing Gunther als Robert „Gunther“ Bendik
- seit 2023: Fubar als Luke Brunner

Dan Aykroyd
- 2020: Die Conners als Buddy
- 2021: Ghostbusters: Legacy als Dr. Raymond Stantz
- 2024: Ghostbusters: Frozen Empire als Dr. Raymond Stantz

Steve Coogan
- 2022: Minions – Auf der Suche nach dem Mini-Boss als Silas Ramspopo
- 2024: Ich – Einfach unverbesserlich 4 als Silas Ramspopo

Sylvester Stallone
- 2023: Guardians of the Galaxy Vol. 3 als Stakar Ogord
- 2023: The Expendables 4 als Barney Ross

### Serien und Filme
- 2017–2023: Riverdale für Mackenzie Gray als Dr. Curdle
- 2018: Iroduku: Die Welt in allen Farben für Toshiyuki Morikawa als Gen Tsukishiro und für Masato Niwa als Mitsuaki Kazano
- 2019: Die Eiskönigin II für Sterling K. Brown als Leutnant Destin Mattias
- 2019: Jumanji: The Next Level für Deobia Oparei als Gromm
- 2019–2024: Good Trouble für Josh Pence als Dennis Cooper
- 2020: Der Unsichtbare für Aldis Hodge als James Lanier
- 2020: Greyhound – Schlacht im Atlantik für Jake Ventimiglia als Harry Fippler[1][4]
- 2022: JoJo’s Bizarre Adventure: Stardust Crusaders für Kenta Miyake als Mohammed Avdol
- seit 2023: Agent Elvis für Matthew McConaughey als Elvis Presley
- 2023: Ahsoka für Ray Stevenson als Baylan Skoll
- 2023: Amerikanische Fiktion für Jeffrey Wright als Thelonious „Monk“ Ellison

### Videospiele
- 2018: Assassin’s Creed Odyssey als Elpenor[5]
- 2019: Mortal Kombat 11 als T-800 „Carl“[6]
- 2020: Assassin’s Creed Valhalla als Eivor (männlich)[7]
- 2020: Cyberpunk 2077 als Sergei Karasinsky
- 2022: Lost Ark als Allegro[8]
- 2022: Cyberpunk: Edgerunners als Faraday[9]
- 2022: Gotham Knights als Jacob Kane
- 2024: Star Wars Outlaws als ND-5
- 2024: Life is Strange: Double Exposure als Vince Alderman

## Hörbücher und Hörspiele (Auswahl)
- 2020: Kevin Wolter: Beast[10]
- 2020: Daniela Arnold: Aschenjunge[11]
- 2020/21: Rack (Folge 1 bis 6)[12]
- 2021: Der Ruf des Kriegers von Kevin Hearne, Hörbuch Hamburg & BookBeat, ISBN 978-3-8449-2351-3 (unter anderem mit Julia Stoepel & Anne Düe)
- 2021 Leo und die Abenteuermaschine (Folge 18) Wikinger (Hörspiel)[13]
- 2023: Arnold Schwarzenegger: Be Useful. Sieben einfache Regeln für ein besseres Leben, Lübbe Audio & Audible, ISBN 978-3-7857-8597-3